# Al-Fukhari
Al-Fukhari – miasto w Palestynie, w muhafazie Chan Junus (Strefa Gazy). Według danych Palestyńskiego Centralnego Biura Statystycznego w 2016 roku liczyło 7194 mieszkańców.